# Bishop Peak
Il Bishop Peak è un neck, ossia un collo vulcanico, situato nei pressi della città californiana di San Luis Obispo, nella omonima contea. Sebbene alcune fonti riportino che il nome del colle derivi dalla sua somiglianza con la mitra di un vescovo (bishop, in inglese), il nome del rilievo è in realtà un omaggio alla città vicino alla quale sorge: Obispo, in spagnolo, significa infatti vescovo.

## Geologia
Il Bishop Peak fa parte della catena di neck chiamata "Nine Sisters", di cui è la cima più alta, che si estende tra le cittadine di San Luis Obispo e Morro Bay. Il colle risale a circa 20-25 milioni di anni fa, periodo in cui la regione era ancora vulcanicamente attiva ed è principalmente composto di dacite, una roccia effusiva di composizione felsica, a testimoniare l'origine del rilievo che si è formato quando il magma proveniente dal sottosuolo si è solidificato all'interno del cono vulcanico che, in quanto costituito da rocce più morbide, è stato poi completamente cancellato dall'erosione dei vari agenti esogeni.

## Natura
Il roccioso suole del Bishop Peak ospita diversi tipi di piante non comuni nei luoghi ad esso circostanti. La vegetazione include boschi di querce (tipicamente Quercus agrifoli  a cui si accompagnano altre piante tipiche della costa del Golfo della California come la Toxicodendron diversilobum), cespugli di salvia selvatica e altre specie di arbusti come il Baccharis pillularis e il caratteristico chaparral.
Le specie di volatili qui presenti includono sia passeracei che uccelli predatori come aquile reali, aquile calve, gufi e avvoltoi. La fauna terricola include invece sia animali erbivori come cervi, procioni e opossum che carnivoi come coyote, volpi, linci rosse e leoni di montagna.

## Utilizzo del suolo
In passato il Bishop Peak è servito come cava per blocchi di granito utilizzati nella vicina città di San Luis Obispo, diverse pietre provenienti dal colle possono essere ritrovate nelle costruzioni dei quartieri più vecchi della città, come la First Presbyterian Church.
Attualmente non tutta l'area del colle è accessibile, i circa 1,4 km2 di superficie della Riserva Naturale del Bishop Peak sono frutto di acquisti o di donazioni. Esistono comunque molti sentieri che portano fino alla sommità del rilievo, adatti sia ad escursionisti che a veri e propri scalatori, che non passano da nessuna proprietà privata e quindi completamente percorribili.

## Galleria d'immagini

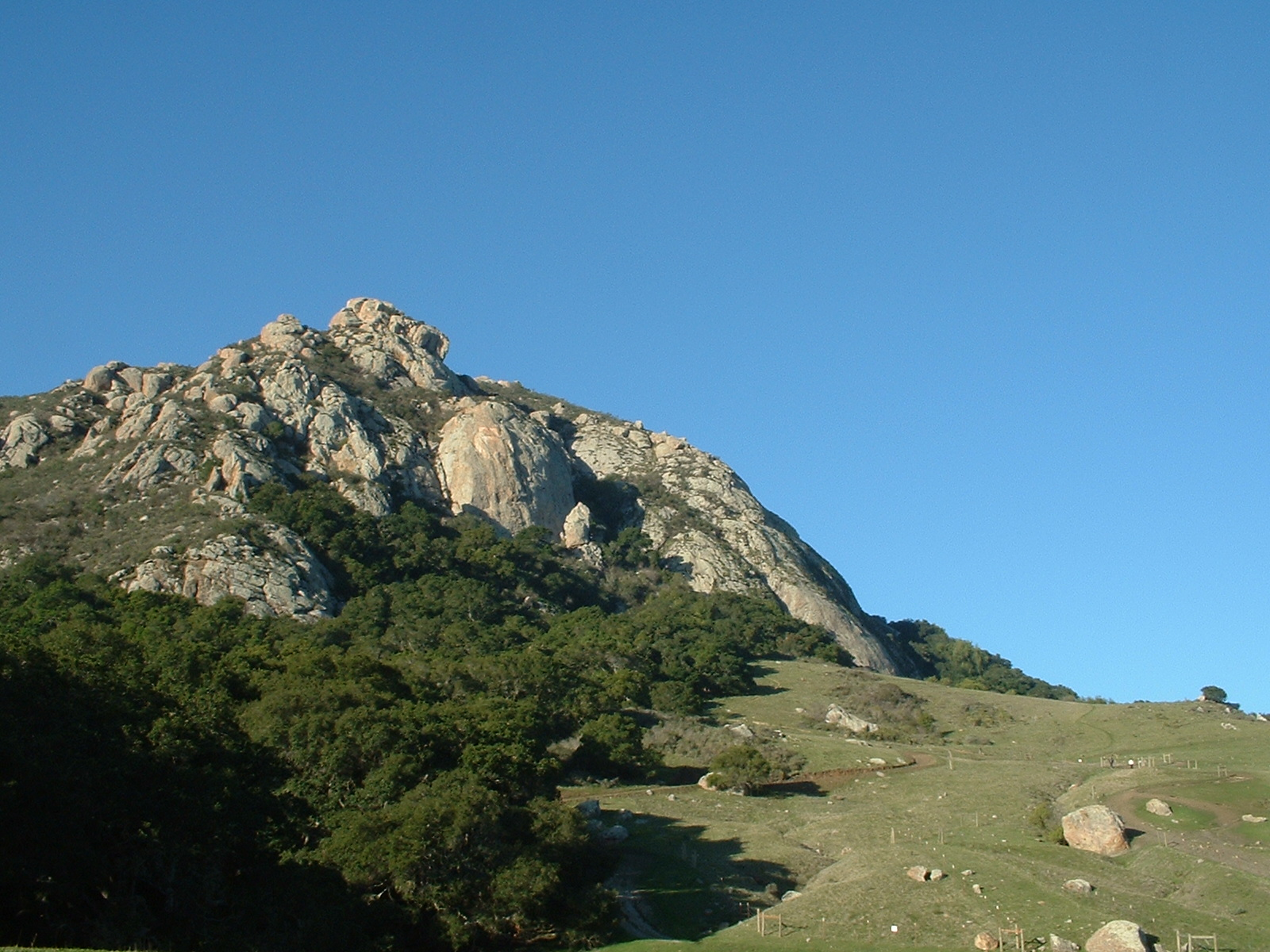
Una veduta ravvicinata del Bishop Peak.
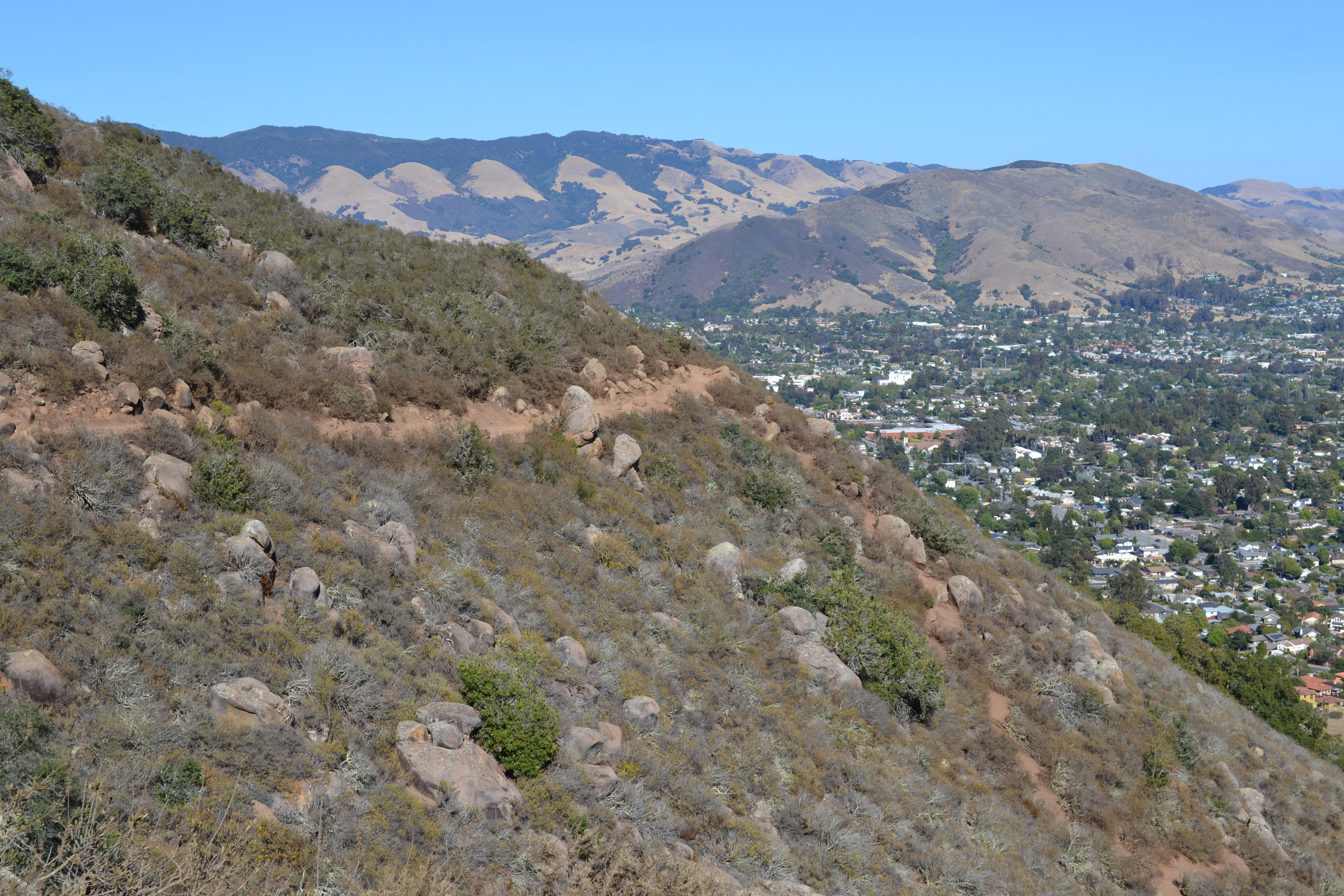
Un sentiero che porta in vetta al colle.
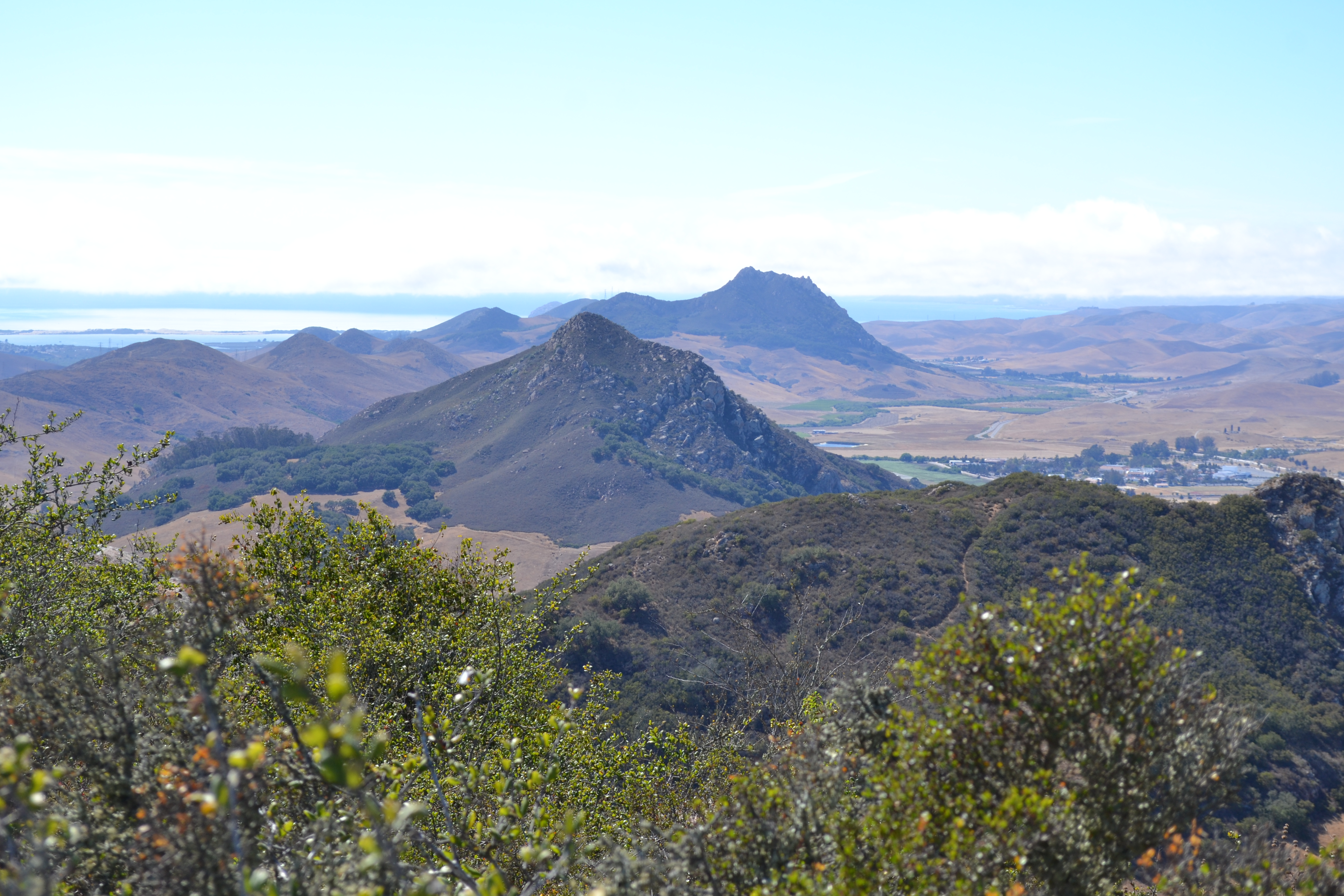
Veduta di diverse cime delle Nine Sisters guardando dal Bisho Peak verso il Morro Rock.
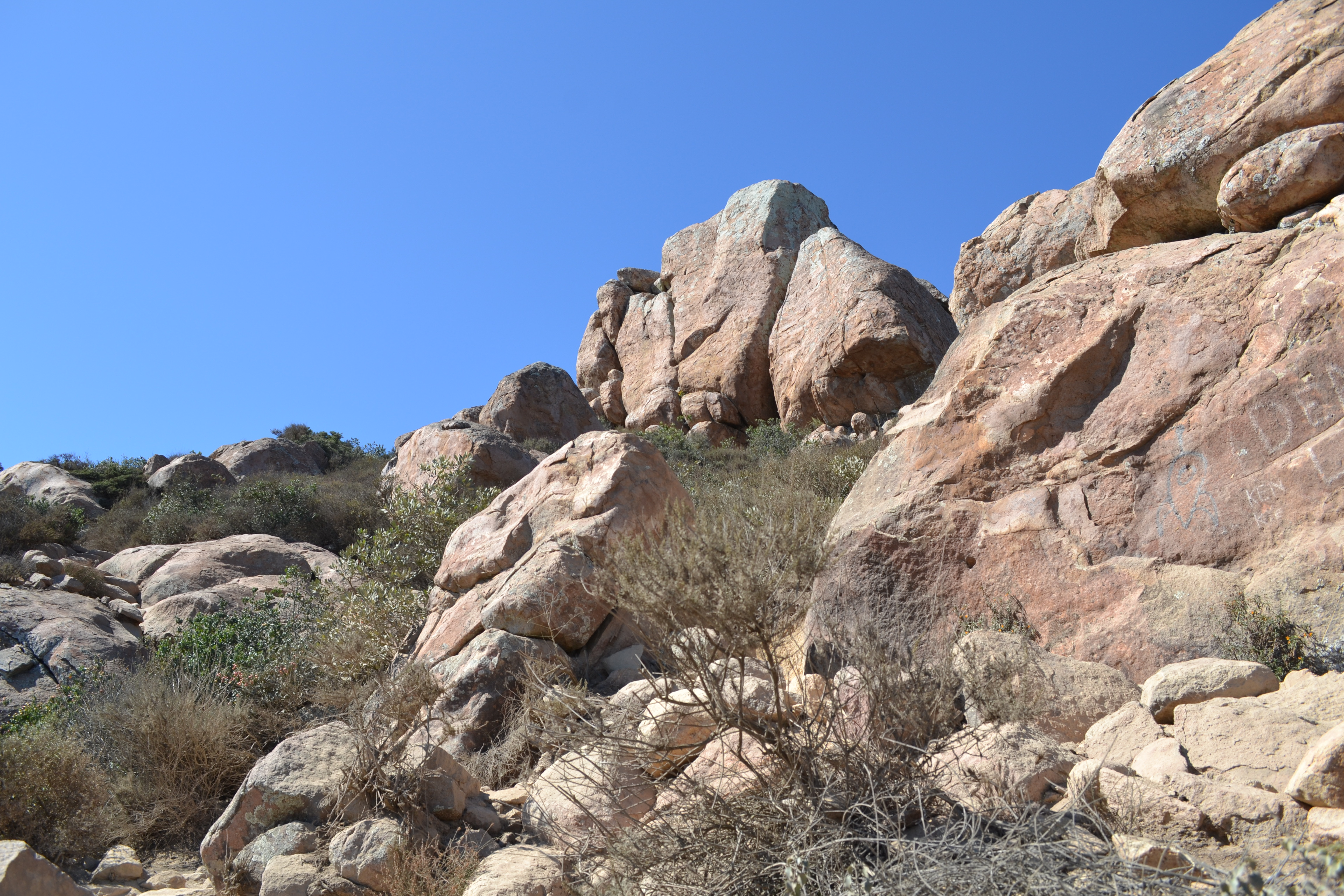
Rocce sulla sommità del Bishop Peak.